# Tournoi pré-olympique de la CONMEBOL 1971
Navigation
Mexico 1968 Montréal 1976
Le tournoi pré-olympique de la CONMEBOL 1971 a eu pour but de désigner les deux nations qualifiées au sein de la zone Amérique du Sud pour participer au tournoi final de football, disputé lors des Jeux olympiques de Munich en 1972.
Le tournoi pré-olympique sud-américain s'est déroulé du 26 novembre au 11 décembre 1971 dans trois villes de Colombie : Cali, Medellín et Bogota. Les dix nations participantes ont été versées dans deux poules de cinq équipes. Les deux équipes les mieux classées de chacun des deux groupes se sont retrouvées pour le tournoi final au sein d'un groupe unique dont les deux premiers étaient placés pour le tournoi olympique au terme d'une compétition à match unique entre chacun des adversaires. À l'issue de ces éliminatoires, le Brésil et la Colombie se sont qualifiés.

## Pays qualifiés
| Dates                              | Lieu     | Places | Qualifiés       |
| ---------------------------------- | -------- | ------ | --------------- |
| du 26 novembre au 11 décembre 1971 | Colombie | 2      | Brésil Colombie |

## Format des qualifications
Dans les phases de qualification en groupe disputées selon le système de championnat, en cas d’égalité de points de plusieurs équipes à l'issue de la dernière journée, les critères suivants sont appliqués dans l'ordre indiqué pour établir leur classement :

- Meilleure différence de buts,
- Plus grand nombre de buts marqués.

## Villes et stades
Le tournoi pré-olympique sud-américain s'est déroulé du 26 novembre au 11 décembre 1971 dans trois villes de Colombie : Cali, Medellín et Bogota.
| \| Bogota Cali Medellín \| |
| Bogota Cali Medellín       |

| Bogota Cali Medellín |

## Tournoi qualificatif
À l'issue de ces éliminatoires, le Brésil et la Colombie se sont qualifiés.

### Premier tour

#### Groupe 1
Les rencontres ont été disputées à Cali et Medellín en Colombie du 26 novembre au 5 décembre 1971.
| Rang | Équipe    | Pts | J | G | N | P | Bp | Bc | Diff |  | Résultats (▼ dom., ► ext.) |  |     |     |     |     |
| ---- | --------- | --- | - | - | - | - | -- | -- | ---- |  | -------------------------- |  | --- | --- | --- | --- |
| 1    | Brésil    | 6   | 4 | 2 | 2 | 0 | 4  | 2  | +2   |  | Brésil                     |  | 0-0 | 2-1 | 1-1 | 1-0 |
| 2    | Argentine | 5   | 4 | 1 | 3 | 0 | 5  | 3  | +2   |  | Argentine                  |  |     | 1-1 | 2-2 | 2-0 |
| 3    | Bolivie   | 4   | 4 | 1 | 2 | 1 | 5  | 5  | 0    |  | Bolivie                    |  |     |     | 2-1 | 1-1 |
| 4    | Équateur  | 3   | 4 | 0 | 3 | 1 | 4  | 5  | -1   |  | Équateur                   |  |     |     |     | 0-0 |
| 5    | Chili     | 2   | 4 | 0 | 2 | 2 | 1  | 4  | -3   |  | Chili                      |  |     |     |     |     |

#### Détail des rencontres
| 1ère journée     | Bolivie                                                                                                 | 1 - 1   | Chili                                                                                               | Estadio Olímpico Pascual Guerrero Cali, Colombie |                           |
| 26 novembre 1971 | Morales 43e                                                                                             | (1 - 0) | Antequera 60e                                                                                       | Arbitrage : Ramón Barreto                        | Arbitrage : Ramón Barreto |
| 26 novembre 1971 | Saavedra - Garrido, González, Tufiño, B. Suárez - Leaños, Zapata, Oropeza - Morales, Jiménez, Roncabado | Équipes | Beyzaga - Contreras, Espinosa, Orellana, Serendero - Toro, Ahumada - Chávez, Díaz, Muñoz, Antequera | Arbitrage : Ramón Barreto                        | Arbitrage : Ramón Barreto |

| 26 novembre 1971 | Brésil               | 1 - 1                                                                                                  | Équateur              | Estadio Olímpico Pascual Guerrero Cali, Colombie |                                 |
| | Nílson Dias (pt) 39e | (1 - 0)                                                                                                | Wágner (en) 55e (csc) | Arbitrage : Guillermo Velasquez                  | Arbitrage : Guillermo Velasquez |
| Nielsen (en) - Aloísio, Fred (en), Wágner (en), Celso (en) - Rubens Galaxie (en), Marquinho - Roberto Dinamite, Clayton , Nílson Dias (pt), Vantuir (en) | Équipes              | Unda - Robalino, Camacho, Landeta, Klinger (en) - Cevallos, Vizuete - Vaca, Estupiñán, Mina, Huayamave |                       | Arbitrage : Guillermo Velasquez                  | Arbitrage : Guillermo Velasquez |

| 2ème journée     | Argentine | 2 - 2   | Équateur                                                                                           | Estadio Olímpico Pascual Guerrero Cali, Colombie |                               |
| 28 novembre 1971 | di Meola (en) 8e · Ungaretti 83e | (1 - 1) | Vizuete 17e · Estupiñán 48e                                                                        | Arbitrage : Hugo Sosa Miranda                    | Arbitrage : Hugo Sosa Miranda |
| 28 novembre 1971 | León - Rabanal ( Troncoso), Batocletti (en), Mendoza, Montenegro - Jorge (en) ( Domino), Ungaretti - Oruezábal (en), Moreno (es), di Meola (en), Coscia (en) | Équipes | Unda - Klinger (en), Landeta, Camacho, Robalino - Sola, Vaca - Vizuete, Estupiñán, Mina, Huayamave | Arbitrage : Hugo Sosa Miranda                    | Arbitrage : Hugo Sosa Miranda |

| 28 novembre 1971 | Brésil                                      | 2 - 1                                                                                                  | Bolivie   | Estadio Olímpico Pascual Guerrero Cali, Colombie |                          |
| | Roberto Dinamite 36e · Nílson Dias (pt) 48e | (1 - 0)                                                                                                | Landa 78e | Arbitrage : José Varrone                         | Arbitrage : José Varrone |
| Nielsen (en) - Aloísio, Fred (en), Wágner (en), Celso (en) - Ângelo (en), Marquinho - Roberto Dinamite, Zico, Nílson Dias (pt), Vantuir (en) | Équipes                                     | Saavedra - Garrido, González, C. Suárez, B. Suárez - Tufiño, Morales - Oropeza, Jiménez, Zapata, Landa |           | Arbitrage : José Varrone                         | Arbitrage : José Varrone |

| 3ème journée     | Brésil | 0 - 0   | Argentine | Estadio Olímpico Pascual Guerrero Cali, Colombie |                           |
| 30 novembre 1971 | | (0 - 0) | | Arbitrage : Ramón Barreto                        | Arbitrage : Ramón Barreto |
| 30 novembre 1971 | Rapport |         | | Arbitrage : Ramón Barreto                        | Arbitrage : Ramón Barreto |
| 30 novembre 1971 | Nielsen (en) - Aloísio, Fred (en), Wágner (en), Celso (en) - Marquinho, Rubens Galaxie (en) - Roberto Dinamite ( Enéas (it)), Zico ( Clayton), Nílson Dias (pt), Vantuir (en) | Équipes | León - Montenegro, Batocletti (en), Mendoza, Castagno - Ungaretti, Oruezábal (en) - Moreno (es), Cabral ( Avanzi), di Meola (en) ( Finarolli (en)), Coscia (en) | Arbitrage : Ramón Barreto                        | Arbitrage : Ramón Barreto |

| 30 novembre 1971                                                                                   | Équateur | 0 - 0 | Chili | Estadio Olímpico Pascual Guerrero Cali, Colombie |                               |
| |          | (0 - 0) |       | Arbitrage : Hugo Sosa Miranda                    | Arbitrage : Hugo Sosa Miranda |
| Unda - Sola, Landeta, Camacho, Klinger (en) - Huayamave, Vizuete - Cevallos, Vaca, Estupiñán, Mina | Équipes  | Beyzaga - Contreras, Bonhomme (es), Espinosa, Bigorra - Serendero, Toro - Díaz, Socías, Antequera, Scharaffia |       | Arbitrage : Hugo Sosa Miranda                    | Arbitrage : Hugo Sosa Miranda |

| 4ème journée    | Argentine | 2 - 0   | Chili | Estadio Olímpico Pascual Guerrero Cali, Colombie |                                |
| 2 décembre 1971 | Jorge (en) 22e (pen.)                                                                                                 | (1 - 0) | di Meola (en) 62e                                                                                                 | Arbitrage : Edison Pérez-Núñez                   | Arbitrage : Edison Pérez-Núñez |
| 2 décembre 1971 | León - Rebottaro (en) , ?, ? - Jorge (en) , Avanzi ( Cabral) - di Meola (en) ( Finarolli (en)), Oruezábal (en) , ?, ? | Équipes | Beyzaga - Serendero, Bonhomme (es) ( Toro), Benavente, Bigorra - ?, ? - Antequera ( Muñoz), Socías , Chávez, Díaz | Arbitrage : Edison Pérez-Núñez                   | Arbitrage : Edison Pérez-Núñez |

| 2 décembre 1971                                                                                   | Bolivie                | 2 - 1                                                                                               | Équateur | Estadio Olímpico Pascual Guerrero Cali, Colombie |                          |
|                                                                                                   | Landa 11e · Zapata 17e | (2 - 0)                                                                                             | Vaca 89e | Arbitrage : José Varrone                         | Arbitrage : José Varrone |
| Saavedra - Garrido, González, Tufiño, B. Suárez - Zapata, Landa - Morales, Jiménez, Vaca, Arrieta | Équipes                | Unda - Robalino, Camacho, Sola, Klinger (en) - Landeta, Huayamave, Cevallos - Vaca, Estupiñán, Mina |          | Arbitrage : José Varrone                         | Arbitrage : José Varrone |

| 5ème journée    | Argentine | 1 - 1   | Bolivie                                                                                                | Estadio Atanasio Girardot Medellín, Colombie        |                                                     |
| 5 décembre 1971 | di Meola (en) 5e | (1 - 1) | Jiménez 24e                                                                                            | Spectateurs : 5 682 Arbitrage : Guillermo Velasquez | Spectateurs : 5 682 Arbitrage : Guillermo Velasquez |
| 5 décembre 1971 | León - Montenegro, Batocletti (en), Mendoza, ? - Avanzi ( Ungaretti), Berta - Domínguez, Finarolli (en), di Meola (en), Coscia (en) ( Miranda). (-1) | Équipes | Saavedra - Garrido, González, C. Suárez ( Morales), Tufiño - Zapata, ?, Vaca - Landa, Arrieta, Jiménez | Spectateurs : 5 682 Arbitrage : Guillermo Velasquez | Spectateurs : 5 682 Arbitrage : Guillermo Velasquez |

| 5 décembre 1971 | Brésil               | 1 - 0 | Chili | Estadio Atanasio Girardot Medellín, Colombie |                                |
| | Nílson Dias (pt) 65e | (0 - 0) |       | Arbitrage : Edison Pérez-Núñez               | Arbitrage : Edison Pérez-Núñez |
| Nielsen (en) - Aloísio, Fred (en), Wágner (en), Celso (en) - Ângelo (en), Marquinho - Roberto Dinamite, Clayton, Nílson Dias (pt), Vantuir (en) | Équipes              | Beyzaga - Espinosa, Serendero, Benavente, Orellana - Toro, Contreras - Chávez, Díaz, Antequera, Scharaffia ( Muñoz) |       | Arbitrage : Edison Pérez-Núñez               | Arbitrage : Edison Pérez-Núñez |

#### Groupe 2
Les rencontres ont été disputées à Bogota en Colombie du 26 novembre au 5 décembre 1971.
| Rang | Équipe    | Pts | J | G | N | P | Bp | Bc | Diff |  | Résultats (▼ dom., ► ext.) |  |     |     |     |     |
| ---- | --------- | --- | - | - | - | - | -- | -- | ---- |  | -------------------------- |  | --- | --- | --- | --- |
| 1    | Pérou     | 7   | 4 | 3 | 1 | 0 | 7  | 2  | +5   |  | Pérou                      |  | 1-1 | 2-1 | 1-0 | 3-0 |
| 2    | Colombie  | 6   | 4 | 2 | 2 | 0 | 5  | 2  | +3   |  | Colombie                   |  |     | 0-0 | 2-1 | 2-0 |
| 3    | Paraguay  | 4   | 4 | 1 | 2 | 1 | 6  | 4  | +2   |  | Paraguay                   |  |     |     | 1-1 | 4-1 |
| 4    | Uruguay   | 3   | 4 | 1 | 1 | 2 | 4  | 4  | 0    |  | Uruguay                    |  |     |     |     | 2-0 |
| 5    | Venezuela | 0   | 4 | 0 | 0 | 4 | 1  | 11 | -10  |  | Venezuela                  |  |     |     |     |     |

#### Détail des rencontres
| 1ère journée     | Colombie | 1 - 1   | Uruguay | Estadio Nemesio Camacho "El Campín" Bogota, Colombie |                            |
| 26 novembre 1971 | Morón (en) 3e · Andrade (en) 48e (pen.) | (1 - 0) | Moncada (en) 85e (csc) | Arbitrage : Luis Pestarino                           | Arbitrage : Luis Pestarino |
| 26 novembre 1971 | Quintero (en) - Moncada (en), Ortega, Caicedo (it), Calle (en) - Espinosa (en), García ( González (en)) - Contreras, Lugo (en), Morón (en), Andrade (en) ( Muñoz (en)) | Équipes | Gárate - Amarillo, Olivera, Marcenaro (it), Loureiro (de) - Jiménez, Marenco, Suárez - Curbelo ( Chávez), Mayero, Napolotti | Arbitrage : Luis Pestarino                           | Arbitrage : Luis Pestarino |

| 26 novembre 1971 | Pérou                             | 3 - 0 | Venezuela | Estadio Nemesio Camacho "El Campín" Bogota, Colombie |                          |
| | Barbadillo 72e 74e · Palacios 85e | (3 - 0) |           | Arbitrage : Oscar Ortubé                             | Arbitrage : Oscar Ortubé |
| Uribe - Campaña, Neyra, Velásquez, Díaz - Peralta (es), Daga (es) ( Palacios) - Barbadillo, Alva (en) ( Lavalle), Larios, Oblitas | Équipes                           | Britos - Camero, Carbonell, Marquina, Issa - Araque ( San Germano), Rengel - Tabares, Ravelo ( Galeano), Olivares, Luppo |           | Arbitrage : Oscar Ortubé                             | Arbitrage : Oscar Ortubé |

| 2ème journée     | Pérou | 2 - 1   | Paraguay | Estadio Nemesio Camacho "El Campín" Bogota, Colombie |                            |
| 28 novembre 1971 | Peralta (es) 8e · Ruiz 29e | (2 - 0) | Fleitas 55e | Arbitrage : Luis Pestarino                           | Arbitrage : Luis Pestarino |
| 28 novembre 1971 | Uribe - Palacios, Neyra, Velásquez, Díaz - Peralta (es), Ruiz ( 75e Quiles) - Barbadillo, Alva (en) ( Avilés), Larios, Oblitas | Équipes | Velásquez - Rosas, Albert, Medina, Pedroso - Ocampos, González - Rojas (en), Aquino (en) ( 65e Yegros), Torres, Fleitas | Arbitrage : Luis Pestarino                           | Arbitrage : Luis Pestarino |

| 28 novembre 1971 | Colombie             | 2 - 0 | Venezuela | Estadio Nemesio Camacho "El Campín" Bogota, Colombie |                                   |
| | Andrade (en) 44e 75e | (1 - 0) |           | Arbitrage : Juan Silvagno Cavanna                    | Arbitrage : Juan Silvagno Cavanna |
| | Rapport              | |           | Arbitrage : Juan Silvagno Cavanna                    | Arbitrage : Juan Silvagno Cavanna |
| Quintero (en) - Moncada (en), Ortega, Rodríguez (es), Caicedo (it) - García ( José i (es)), Espinosa (en) - Contreras, Lugo (en) ( Santamaría (en)), Morón (en), Andrade (en) | Équipes              | Britos - Camero, Carbonell, Marquina, Issa - Araque, Rengel - Tabares, Ravelo, Olivares ( San Germano), Ferrigno |           | Arbitrage : Juan Silvagno Cavanna                    | Arbitrage : Juan Silvagno Cavanna |

| 3ème journée      | Paraguay | 1 - 1   | Uruguay | Estadio Nemesio Camacho "El Campín" Bogota, Colombie |                                   |
| 1er décembre 1971 | Aquino (en) 77e | (0 - 1) | Mayero 3e | Arbitrage : Juan Silvagno Cavanna                    | Arbitrage : Juan Silvagno Cavanna |
| 1er décembre 1971 | Velásquez - Ríos, Albert, Medina, Rodríguez - Ocampos, González - Rodas ( Aquino (en)), Yegros ( Rojas (en)), Torres, Fleitas | Équipes | Gárate - Jiménez, Marcenaro (it), Marenco, Armán - Sosa, Vargas ( Chávez) - Curbelo, Mayero, Loureiro (de), Napolotti | Arbitrage : Juan Silvagno Cavanna                    | Arbitrage : Juan Silvagno Cavanna |

| 1er décembre 1971 | Colombie         | 1 - 1 | Pérou      | Estadio Nemesio Camacho "El Campín" Bogota, Colombie |                                                 |
| | Andrade (en) 40e | (1 - 1) | Larios 34e | Spectateurs : 55 000 Arbitrage : Luis Pestarino      | Spectateurs : 55 000 Arbitrage : Luis Pestarino |
| Quintero (en) - Moncada (en), Ortega, Rodríguez (es), Caicedo (it) - Espinosa (en), García ( González (en)) - Lugo (en) ( 76e Alzate), Morón (en), Santamaría (en), Andrade (en) | Équipes          | Uribe - Campaña, Neyra, Díaz, Velásquez - Peralta (es), Barbadillo - Alva (en), Larios, Oblitas ( 76e Quiles), Daga (es) |            | Spectateurs : 55 000 Arbitrage : Luis Pestarino      | Spectateurs : 55 000 Arbitrage : Luis Pestarino |

| 4ème journée    | Pérou | 1 - 0   | Uruguay | Estadio Nemesio Camacho "El Campín" Bogota, Colombie |                                  |
| 3 décembre 1971 | Daga (es) 5e                                                                                               | (1 - 0) | | Arbitrage : Romualdo Arppi Filho                     | Arbitrage : Romualdo Arppi Filho |
| 3 décembre 1971 | Uribe - Campaña, Neyra, Velásquez, Díaz - Peralta (es), Daga (es) - Barbadillo, Alva (en), Larios, Oblitas | Équipes | Gárate - Vargas, Jiménez, Marcenaro (it), Loureiro (de) - Marenco, Saravia - Sosa, Curbelo, Mayero, Amarillo | Arbitrage : Romualdo Arppi Filho                     | Arbitrage : Romualdo Arppi Filho |

| 3 décembre 1971                                                                                        | Paraguay                          | 4 - 1                                                                                              | Venezuela  | Estadio Nemesio Camacho "El Campín" Bogota, Colombie |                            |
| | González 20e 60e · Torres 65e 73e | (1 - 1)                                                                                            | Araque 38e | Arbitrage : Eduardo Rendón                           | Arbitrage : Eduardo Rendón |
| Velásquez - Ríos, Medina, Albert, Ocampos - González, Yúdice - Torres, Fleitas, Aquino (en), Rodríguez | Équipes                           | Britos - Issa, Carbonell, Marquina, Camero - Araque, Ravelo - San Germano, Olivares, Rengel, Luppo |            | Arbitrage : Eduardo Rendón                           | Arbitrage : Eduardo Rendón |

| 5ème journée    | Colombie | 0 - 0   | Paraguay                                                                                          | Estadio Nemesio Camacho "El Campín" Bogota, Colombie |                                  |
| 5 décembre 1971 | | (0 - 0) |                                                                                                   | Arbitrage : Romualdo Arppi Filho                     | Arbitrage : Romualdo Arppi Filho |
| 5 décembre 1971 | Quintero (en) - Moncada (en), Ortega, Rodríguez (es), Caicedo (it) - Espinosa (en), García - José i (es) ( Contreras( Lugo (en))), Santamaría (en), Morón (en), Andrade (en) | Équipes | Bogado - Ríos, Medina, Rodríguez, Albert - Ocampos, Rodás - Rojas (en), González, Torres, Fleitas | Arbitrage : Romualdo Arppi Filho                     | Arbitrage : Romualdo Arppi Filho |

| 5 décembre 1971 | Uruguay                    | 2 - 0 | Venezuela | Estadio Nemesio Camacho "El Campín" Bogota, Colombie |                            |
|                 | Napolotti 21e · Chávez 35e | (2 - 0) |           | Arbitrage : Eduardo Rendón                           | Arbitrage : Eduardo Rendón |
|                 | Équipes                    | L. Rodríguez - Camero, C. Rodríguez, Marquina, Maldonado - Galeano, Ravelo - Rengel, Tabares, Olivares, San Germano |           | Arbitrage : Eduardo Rendón                           | Arbitrage : Eduardo Rendón |

### Tournoi final
Le tournoi a été disputé à Bogota en Colombie du 7 au 11 décembre 1971.
| Rang | Équipe    | Pts | J | G | N | P | Bp | Bc | Diff |  | Résultats (▼ dom., ► ext.) |  |     |     |     |
| ---- | --------- | --- | - | - | - | - | -- | -- | ---- |  | -------------------------- |  | --- | --- | --- |
| 1    | Brésil    | 5   | 3 | 2 | 1 | 0 | 3  | 1  | +2   |  | Brésil                     |  | 1-1 | 1-0 | 1-0 |
| 2    | Colombie  | 3   | 3 | 0 | 3 | 0 | 2  | 2  | 0    |  | Colombie                   |  |     | 1-1 | 0-0 |
| 3    | Argentine | 2   | 3 | 0 | 2 | 1 | 2  | 3  | -1   |  | Argentine                  |  |     |     | 1-1 |
| 4    | Pérou     | 2   | 3 | 0 | 2 | 1 | 1  | 2  | -1   |  | Pérou                      |  |     |     |     |

#### Détail des rencontres
| 6ème journée    | Colombie | 1 - 1   | Brésil | Estadio Nemesio Camacho "El Campín" Bogota, Colombie |                          |
| 7 décembre 1971 | Santamaría (en) 10e | (1 - 0) | Enéas (it) 87e | Arbitrage : Oscar Ortubé                             | Arbitrage : Oscar Ortubé |
| 7 décembre 1971 | Rapport |         | | Arbitrage : Oscar Ortubé                             | Arbitrage : Oscar Ortubé |
| 7 décembre 1971 | Quintero (en) - Moncada (en), Ortega, Caicedo (it), Espinosa (en) - Rodríguez (es), José i (es) ( González (en)) - Santamaría (en) ( Lugo (en)), García, Morón (en), Andrade (en) | Équipes | Nielsen (en) - Aloísio, Fred (en), Wágner (en), Celso (en), Rubens Galaxie (en), Marquinho, Roberto Dinamite ( Clayton), Nílson Dias (pt), Enéas (it) ( Zico), Vantuir (en) | Arbitrage : Oscar Ortubé                             | Arbitrage : Oscar Ortubé |

| 7 décembre 1971 | Argentine       | 1 - 1 | Pérou            | Estadio Nemesio Camacho "El Campín" Bogota, Colombie |                                                |
| | Moreno (es) 79e | (0 - 1) | Peralta (es) 28e | Spectateurs : 45 000 Arbitrage : Ramón Barreto       | Spectateurs : 45 000 Arbitrage : Ramón Barreto |
| León - Rebottaro (en), Batocletti (en), Mendoza, Castagno - Berta, Ungaretti - Jorge (en) ( 62e Moreno (es)), Finarolli (en) ( 62e Cabral), di Meola (en), Domínguez | Équipes         | Uribe - Palacios, Neyra, Velásquez, Reyna - Peralta (es), Daga (es) - Barbadillo, Moisés Chumpitaz, Larios, Oblitas |                  | Spectateurs : 45 000 Arbitrage : Ramón Barreto       | Spectateurs : 45 000 Arbitrage : Ramón Barreto |

| 7ème journée    | Brésil | 1 - 0   | Argentine | Estadio Nemesio Camacho "El Campín" Bogota, Colombie |                               |
| 9 décembre 1971 | Zico 33e | (1 - 0) | | Arbitrage : Hugo Sosa Miranda                        | Arbitrage : Hugo Sosa Miranda |
| 9 décembre 1971 | Nielsen (en) - Aloísio, Fred (en), Wágner (en), Celso (en) - Rubens Galaxie (en), Marquinho - Enéas (it), Nílson Dias (pt) ( 18e Roberto Dinamite), Zico, Vantuir (en) | Équipes | León - Rebottaro (en), Batocletti (en), Mendoza ( 42e Avanzi), Castagno - Berta, Ungaretti - Oruezábal (en), Domínguez, di Meola (en), Jorge (en) | Arbitrage : Hugo Sosa Miranda                        | Arbitrage : Hugo Sosa Miranda |

| 9 décembre 1971 | Colombie | 0 - 0 | Pérou | Estadio Nemesio Camacho "El Campín" Bogota, Colombie |                                                 |
| |          | (0 - 0) |       | Spectateurs : 40 000 Arbitrage : Eduardo Rendón      | Spectateurs : 40 000 Arbitrage : Eduardo Rendón |
| Quintero (en) - Moncada (en), Ortega, Rodríguez (es), Caicedo (it) - Espinosa (en), García ( José i (es)) - Contreras, Morón (en), Santamaría (en) ( Lugo (en)), Andrade (en) | Équipes  | Uribe - Campaña, Neyra, Velásquez, Díaz - Peralta (es), Daga (es) - Barbadillo, Alva (en), Larios, Oblitas |       | Spectateurs : 40 000 Arbitrage : Eduardo Rendón      | Spectateurs : 40 000 Arbitrage : Eduardo Rendón |

| 8ème journée     | Colombie | 1 - 1   | Argentine | Estadio Nemesio Camacho "El Campín" Bogota, Colombie |                                                |
| 11 décembre 1971 | Andrade (en) 84e | (0 - 0) | Rodríguez (es) 50e (csc) | Spectateurs : 55 000 Arbitrage : Ramón Barreto       | Spectateurs : 55 000 Arbitrage : Ramón Barreto |
| 11 décembre 1971 | Quintero (en) - Moncada (en), Ortega, Rodríguez (es), Caicedo (it) - González (en), Espinosa (en) - Contreras, Lugo (en) ( Santamaría (en)), Morón (en), Montaño (es) | Équipes | León - Rebottaro (en), Batocletti (en), Ungaretti, Castagno - Oruezábal (en), Berta - Domínguez, Finarolli (en), Cabral, Moreno (es) | Spectateurs : 55 000 Arbitrage : Ramón Barreto       | Spectateurs : 55 000 Arbitrage : Ramón Barreto |

| 11 décembre 1971 | Brésil         | 1 - 0 | Pérou | Estadio Nemesio Camacho "El Campín" Bogota, Colombie |                                   |
| | Enéas (it) 58e | (0 - 0)                                                                                                   |       | Arbitrage : Juan Silvagno Cavanna                    | Arbitrage : Juan Silvagno Cavanna |
| Nielsen (en) - Aloísio, Abel, Wágner (en), Celso (en) - Rubens Galaxie (en), Marquinho - Ângelo (en) ( Ademir), Enéas (it), Zico ( Roberto Dinamite), Vantuir (en) | Équipes        | Uribe - Palacios, Velásquez, Reyna, Díaz - Campaña, Peralta (es) - Ruiz, Barbadillo, Alva (en), Daga (es) |       | Arbitrage : Juan Silvagno Cavanna                    | Arbitrage : Juan Silvagno Cavanna |